# Lomikámen rokytový

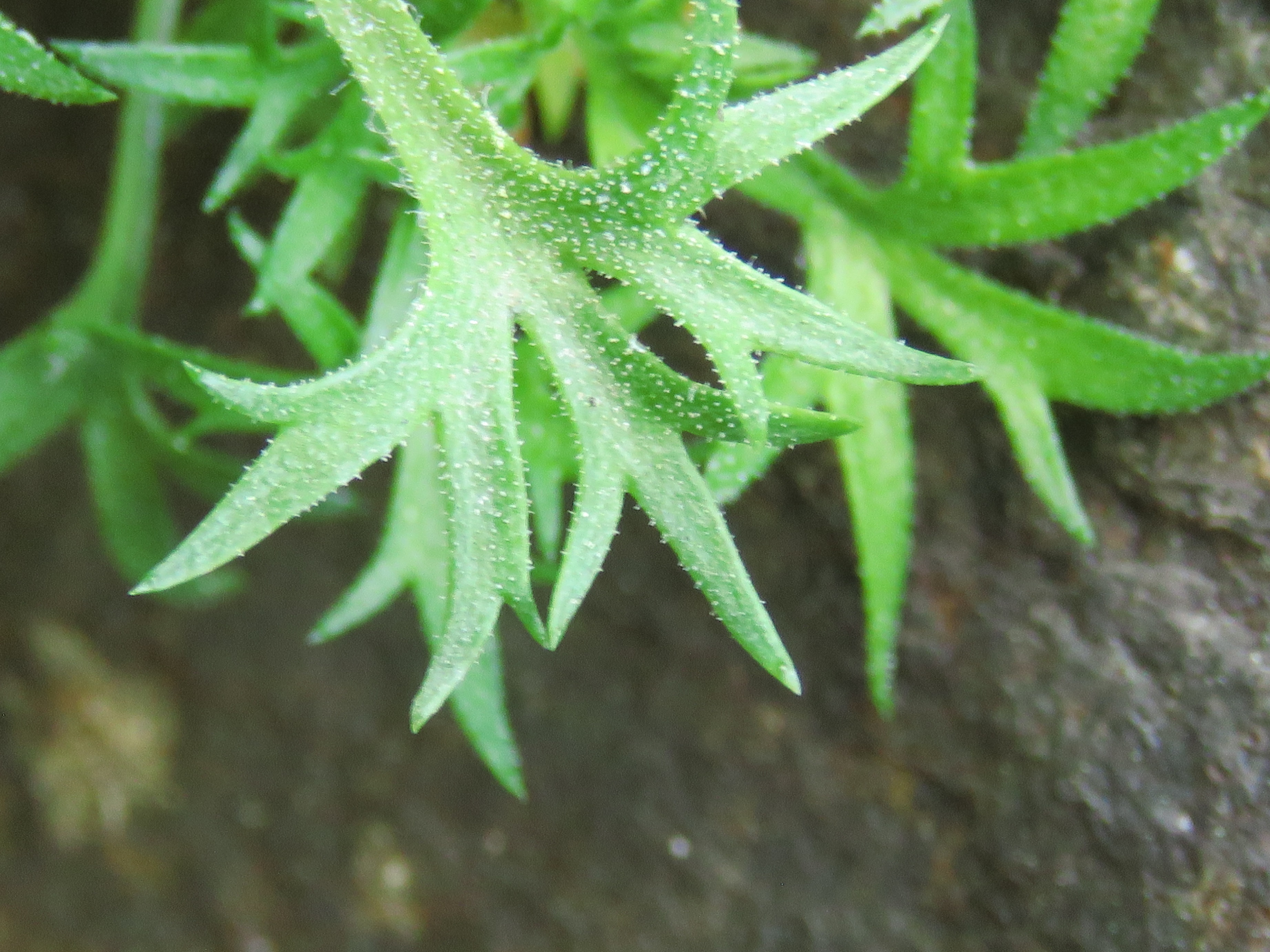
Detail přízemních listů

Lomikámen rokytový (Saxifraga hypnoides) je druh rostliny z čeledi lomikamenovité. Je to vytrvalá, polštářovitě rostoucí bylina s přízemními růžicemi hluboce laločnatých listů a letními plazivými lodyhami nesoucími vzpřímená květenství bílých květů. Je rozšířen na Britských ostrovech, Islandu, Faerských ostrovech a několika izolovaných oblastech kontinentální severozápadní Evropy. V 19. století byl udáván i z jedné lokality na území České republiky.

## Popis
Lomikámen rokytový je vytrvalá bylina, vytvářející volně polštářovité porosty o průměru až 1 metr. Zimu přečkává v podobě 1,5 až 2 cm širokých listových růžic, z nichž v sezóně vyrůstají olistěné lodyhy s tenkými, dlouze plazivými, sterilními výběžky. Listy přízemních růžic jsou většinou hluboce dlanitě tří až sedmilaločné a na slunci často červenají. Úkrojky listů jsou zašpičatělé a vybíhají v dlouhou chrupavčitou osinu. Lodyžní listy jsou celistvé nebo trojlaločné, na sterilních výběžcích zpravidla celistvé.
Vrcholík dosahuje výšky 5 až 20 cm, v horní části bývá větvený a obsahuje 2 až 7 nebo i více květů. Poupata jsou nící, květy vzpřímené. Kališní lístky jsou jen 2 až 3 mm dlouhé, asi do třetiny až čtvrtiny srostlé.  Koruna je bílá, zeleně žilkovaná, složená z 5 eliptických až obvejčitých, 7 až 10 mm dlouhých korunních lístků. Tyčinek je 10 a mají lysé nitky. Semeník je polospodní a nese volné čnělky. Semena jsou černá, podlouhlá, 0,6 až 0,8 mm dlouhá, na povrchu pokrytá vysokými bradavkami.

## Rozšíření
Druh je svým výskytem omezen na severozápadní Evropu. Běžněji se vyskytuje pouze ve Velké Británii a Irsku, kde je jedním z nejrozšířenějších lomikamenů, na Islandu a Faerských ostrovech. V kontinentální Evropě je omezen pouze na vápencové soutěsky francouzských a belgických Arden a malou oblast v západním Norsku, kde je ohrožen vyhynutím. V minulosti byl uváděn i z Vogéz. Některé zdroje uvádějí výskyt i ve Španělsku a Německu.
V 19. století byl druh udáván z lokality na skalnatých březích v údolí Berounky, nověji však již nebyl nalezen.
Druh se vyskytuje na travnatých a mechovitých stanovištích, zpravidla na vápencích nebo jiném bazickém podloží.

## Význam a pěstování
Jako alpínka je druh pěstován spíše výjimečně. Nejlépe prospívá v oblastech s četnými letními dešti. Vyžaduje zejména na jaře trvale zvlhčované stanoviště. Na ochranu před vysoušením jej lze vysadit na severně orientovaný svah či stranu zdi. Za příliš suchého léta zatahuje do dormance, z níž se probouzí s nástupem podzimních dešťů a vytváří přezimovací růžice.